# Per Manum
«Per Manum» es el decimotercer episodio de la octava temporada de la serie de televisión estadounidense de ciencia ficción The X-Files. Se estrenó en la cadena Fox el 18 de febrero de 2001. Escrito por Frank Spotnitz y el creador de la serie Chris Carter, y dirigido por Kim Manners, el episodio ayuda a explorar la mitología general de la serie. «Per Manum» recibió una calificación de Nielsen de 9,4 y fue visto por 9,61 millones de hogares. En general, el episodio recibió críticas en su mayoría positivas de los críticos.
La serie se centra en los agentes especiales del FBI Dana Scully (Gillian Anderson) y su nuevo socio John Doggett (Robert Patrick) —luego de la abducción extraterrestre de su ex socio, Fox Mulder (David Duchovny)— quienes trabajan en casos relacionados con lo paranormal, llamados expedientes X. En este episodio, Scully y Doggett investigan a varias mujeres que no tenían forma de concebir de forma natural pero que afirman haber sido abducidas y embarazadas de bebés extraterrestres. Pronto, Scully comienza a preocuparse por el futuro de su embarazo.
«Per Manum» contó con una aparición sustancial de Duchovny, quien había elegido no regresar al programa como personaje principal a tiempo completo luego del final de la séptima temporada. Además, el episodio marca la primera aparición de Knowle Rohrer, interpretado por Adam Baldwin. El título del episodio significa «por mano» en Latín.

## Argumento
La embarazada Kathy McCready se somete a una cesárea de emergencia. Mientras su esposo se prepara, la sala se cierra y el bebé que nace se ve como un extraterrestre.
Los agentes especiales del FBI John Doggett (Robert Patrick) y Dana Scully (Gillian Anderson) conocen a Duffy Haskell (Jay Acovone), quien les cuenta sobre su esposa, una abducida múltiple que él cree que fue asesinada por sus médicos al dar a luz a un niño extraterrestre. También describe cómo sus abductores causaron y curaron el cáncer de su esposa. Duffy remite a los agentes a Zeus Genetics en Maryland y les muestra una ecografía que parece reivindicar su historia. Cuando los agentes se van, Doggett nota similitudes entre el caso y la historia de Scully, aunque aún no sabe que está embarazada. En un flashback, Fox Mulder (David Duchovny) le dice a Scully que su abducción la ha dejado infértil, ya que sus óvulos fueron recolectados para experimentos genéticos. Mulder los encontró más tarde en una instalación secreta, pero no eran viables.
En Zeus Genetics, Scully escucha a una mujer embarazada, Mary Hendershot (Saxon Trainor), que le dice a su médico que ya no quiere estar bajo su cuidado. Para evitar ser vista, Scully se esconde en un almacén y lo encuentra lleno de fetos conservados que se asemejan al niño extraterrestre nacido antes, pero el Dr. Lev la descubre. Scully se va y llama por teléfono a su médico, el Dr. Parenti, quien, sin que Scully lo sepa, está diseccionando un feto extraterrestre, y le pide que compare su ecografía con la que le dieron antes. Más tarde, mientras espera que Parenti la atienda, tiene otro flashback, recordando el momento en que buscó una segunda opinión sobre sus óvulos de Parenti y le dijo que sus óvulos podrían ser viables con un donante de esperma. En el presente, la llaman para que la atiendan y luego le aseguran que sus escaneos están en orden. Más tarde, Walter Skinner (Mitch Pileggi) y Doggett confrontan a Duffy sobre las cartas amenazantes que ha enviado tanto a Mulder como a Lev. Sin embargo, cuando los agentes se van, Duffy hace una llamada telefónica a Lev y le advierte que están siendo investigados. En otro flashback, Scully le pide a Mulder que sea el donante, a lo que él accede felizmente.
Mary advierte a Scully que sus hijos por nacer están en peligro. Scully se encuentra con Doggett y Skinner, después de haber solicitado un permiso de ausencia del FBI. Después de que Doggett se va, Skinner intenta convencer a Scully para que le revele su embarazo, pero ella no lo hace. Scully y Mary visitan un hospital de investigación del ejército para inducir el parto de Mary. Mientras preparan a Mary para la operación, Scully pide que le hagan una ecografía. El escaneo parece normal, pero luego Scully se da cuenta de que el monitor que estaban viendo era en realidad un video del escaneo de otra mujer. Al darse cuenta de que han sido engañados, Scully encuentra a Mary y los dos se escapan de la sala de examen.
Mientras tanto, Doggett descubre que las huellas dactilares de Duffy pertenecen a un hombre que murió treinta años antes. Doggett contacta a un antiguo compañero militar, Knowle Rohrer (Adam Baldwin) para encontrar su verdadera identidad. Aunque Rohrer le asegura a Doggett que investigará, el agente no está convencido y cree que Duffy es un agente de la CIA. Doggett le confía esto a Skinner, quien le dice que ayude a Scully en el hospital militar. Mientras Scully y Mary se escabullen del edificio, Rohrer y varios marines las encuentran, alegando que Doggett los envió a rescatarla. Las mujeres se alejan, pero Mary se pone de parto y Scully se da cuenta de que Rohrer no está actuando con buenas intenciones. Scully es dejada inconsciente con drogas por Rohrer. Cuando se despierta, Doggett le informa que el bebé de Mary nació y es normal. Sin embargo, Scully está convencida de que el bebé fue intercambiado, pero no se puede hacer nada más al respecto. En otro flashback, Scully le dice a Mulder que su intento de fertilización in vitro ha fallado, pero él le dice que «nunca se rinda ante un milagro».

## Producción

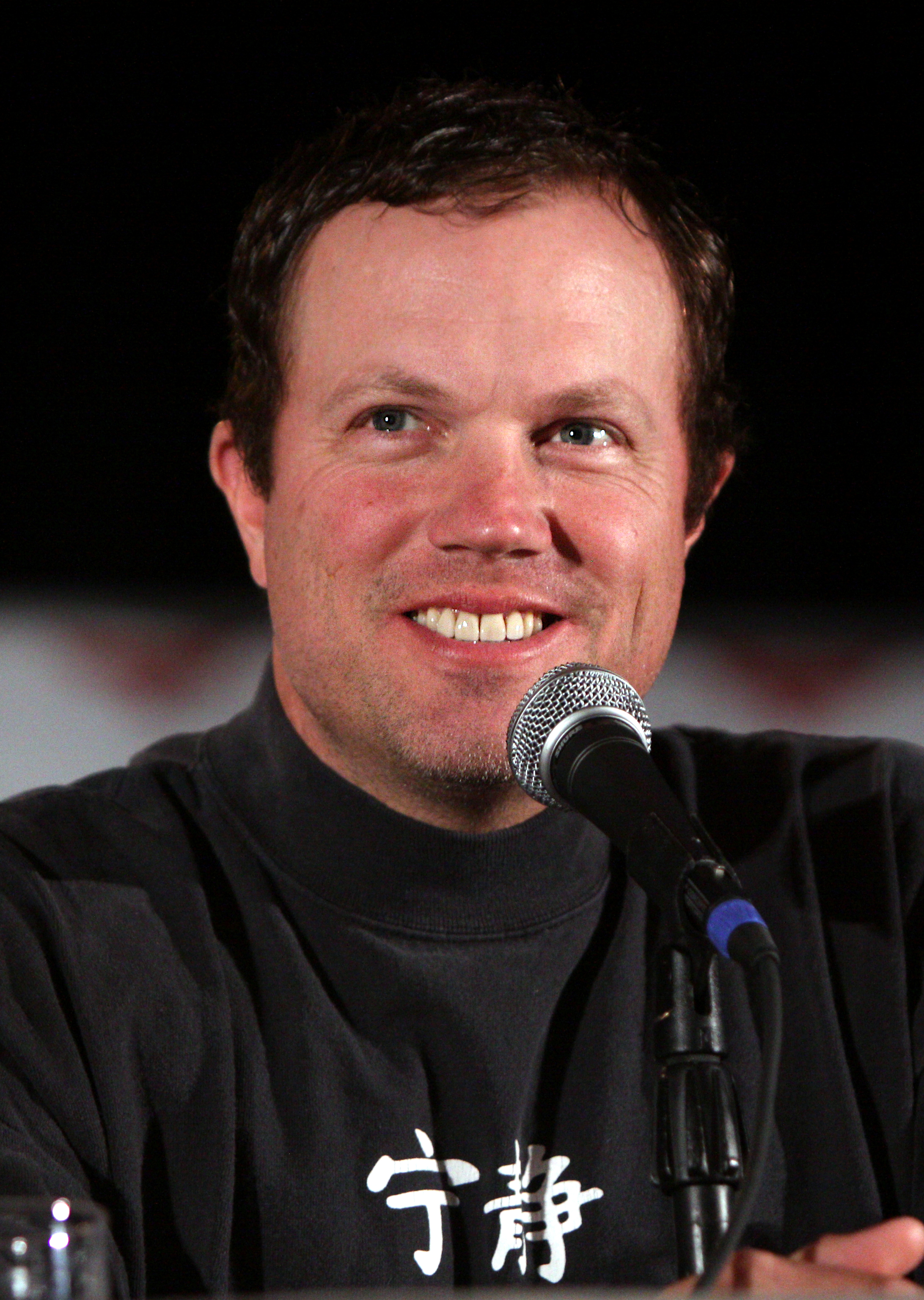
El episodio contó con la primera aparición de Knowle Rohrer, interpretado por Adam Baldwin.

«Per Manum» presentó la aparición de David Duchovny como Fox Mulder en varios flashbacks. Después de resolver su disputa contractual con Fox, Duchovny dejó de participar a tiempo completo en el programa después de la séptima temporada. Para explicar la ausencia de Mulder, el personaje de Duchovny fue abducido por extraterrestres en el final de la séptima temporada, «Requiem». Después de varias rondas de discusiones contractuales, Duchovny acordó regresar para un total de 11 episodios de la octava temporada. «Per Manum» marcó la cuarta aparición de Duchovny en la octava temporada; anteriormente había aparecido en los episodios de apertura de la temporada, «Within» y «Without» así como en el undécimo episodio «The Gift». El creador de la serie, Chris Carter, argumentó más tarde que la ausencia de Mulder de la serie no afectó a la serie, y señaló que «hay personajes que pueden ser poderosos como centros ausentes, como lo fue Mulder a través de la octava y novena temporadas».
Una escena eliminada desde el principio del episodio, en la que Scully le pregunta a su médico sobre sus ecografías, se eliminó de la transmisión final porque el escritor Frank Spotnitz sintió que era demasiado «confuso» para los espectadores poner en duda las acciones del médico. tan temprano. El también escritor de la serie John Shiban dijo que la escena no era lo suficientemente «sutil» para transmitir el nivel adecuado de sospecha. Spotnitz ha descrito «Per Manum» como «un verdadero episodio de paranoia», sobre «la forma en que percibes las conexiones entre las personas, qué están diciendo y si es sospechoso o no».
Adam Baldwin, quien hace su primera aparición como el personaje recurrente Knowle Rohrer, originalmente audicionó para el papel de John Doggett, perdiendo ante Robert Patrick. Sin embargo, el equipo recordó la audición de Baldwin más tarde cuando hacían el casting para «Per Manum», y le pidieron que interpretara el papel. Jay Acovone, quien interpreta a Duffy Haskel en este episodio, regresó en el mismo papel en el penúltimo episodio de la temporada «Essence»; y también había aparecido previamente en el episodio de la cuarta temporada «Demons». «Per Manum» también contó con una aparición especial de Mark Snow como un médico anónimo. Snow ha sido el compositor de la serie desde la primera temporada.

## Emisión y recepción
«Per Manum» se estrenó en la cadena Fox el 18 de febrero de 2001. El episodio obtuvo una calificación Nielsen de 9,4, lo que significa que fue visto por el 9,4% de los hogares estimados de la nación. Fue visto por 9,61 millones de hogares  y 16 millones de espectadores, lo que lo convirtió, en ese momento, en el episodio con mejor audiencia de The X-Files que se emitió durante la temporada. «Per Manum» se clasificó como el episodio número 30 más visto durante la semana que finalizó el 18 de febrero. Fox promocionó el episodio con el lema «¿Cómo quedó embarazada Scully?». El episodio más tarde se incluyó en The X-Files Mythology, Volume 4 - Super Soldiers, una colección de DVD que contiene entregas relacionadas con la saga de los supersoldados.
«Per Manum» recibió críticas en su mayoría positivas de los críticos. Emily VanDerWerff de The A.V. Club otorgó al episodio una «B+» y lo calificó de «bueno». Apreció el hecho de que el programa reveló que Mulder era posiblemente el padre del hijo de Scully, y dijo que «sube las apuestas de muchas maneras y redefine la misión [de Scully]» para encontrar a Mulder. A pesar de esto, VanDerWerff señaló que el episodio «tiene algunos problemas», en gran parte debido a la naturaleza intrincada de la mitología en este punto del programa, así como al hecho de que Duchovny parecía «un poco aburrido» a veces. Sin embargo, ella escribió que el episodio, junto con el episodio posterior «This Is Not Happening» fue una muestra de la capacidad de actuación de Anderson, y su interpretación «une todo esto». Escribiendo para Television Without Pity, Jessica Morgan calificó el episodio con una «B+», burlándose de algunos de los puntos de la trama del episodio, como el cerrar las puertas del hospital y cuestionar la villanía de los médicos antagónicos.
Robert Shearman y Lars Pearson, en su libro Wanting to Believe: A Critical Guide to The X-Files, Millennium & The Lone Gunmen, calificaron el episodio con cinco estrellas de cinco, llamándolo un «regreso a la forma» para la serie. Shearman y Pearson también sintieron que el episodio le dio al personaje de John Doggett la oportunidad de ser aceptado por los otros personajes de la serie; y elogió la escritura «sutil» del diálogo emocional del episodio. Tom Kessenich, en su libro Examinations: An Unauthorized Look at Seasons 6-9 of 'The X-Files', señaló que el episodio tipifica los temas básicos de la serie: «terror oscuro y premonitorio, sensación abrumadora de paranoia» y «el miedo a lo desconocido» entre otros.
Escribiendo para The Vindicator, Eric Mink sintió que el episodio fue «intenso, inquietante, a veces asqueroso y lleno de suspenso hasta el punto de poner los nervios de punta», sintiendo que su trama «resonaría instantánea y ominosamente con los espectadores». Meghan Deans de Tor.com sintió que, si bien el episodio desafortunadamente redujo a Scully a una idea tradicional de identidad femenina durante parte de su ejecución, fue «uno de los episodios centrados en Scully más emotivos que el programa nos haya dado a nosotros». Además, Deans razonó que el episodio era un ejemplo de «lo que The X-Files hubiera sido, si Scully hubiera creído: a una mujer a la que se le dice que está histérica, a una mujer a la que se le dice que se lo imaginó todo [y] a una mujer a la que se le dice que la evidencia de su propio cuerpo no es válida», una dirección que ha sido «sorprendente».
No todas las críticas fueron positivas. Paula Vitaris de Cinefantastique le dio al episodio una crítica feroz y no le otorgó ninguna estrella de cuatro. Se burló fuertemente de la trama, señalando que el papel de Haskell como «operador encubierto» no era convincente. Además, razonó que debido a que los giros de la trama eran tan esperados, Scully resultó ser «una idiota». Vitaris también criticó el uso de flashbacks, señalando que eran «la única forma en que los escritores de The X-Files podrían encontrar el uso de David Duchovny».